# Конзервативизам
Конзервативизам је одређено стање духа, начин мишљења о човеку и друштву који је усредсређен на чување постојећег политичког, друштвеног и економског поретка. То је став појединца и група, које се противе променама постојећег стања. Данас се израз користи у различитим значењима, па се говори о политичком, културном, верском и језичком конзервативизму. Конзервативизмом се назива и посебна политичка тактика и метода деловања која подупире status quo, равнотежу, помирљивост и компромис, те оклевање према променама. То се значење уврежило и у обичном говору, па се под конзервативизмом мисли на све што је суздржано, опрезно, скептично и ненаклоњено наглим променама.
Као идеологија, конзервативизам се обликује током 19. века, у сукобу с либерализмом и социјализмом. За његово настајање пресудна је Француска револуција. Њен први и највећи критичар Едмунд Берк сматра се оцем модерног конзервативизма, а револуционарне идеје и политике трајан су предмет оспоравања конзервативаца. Израз конзервативизам скован је половином 19. века. Порекло има у латинској именици conservatio, која од краја средњег века улази у европске језике у значењу „очувати нешто од кварења или уништења". На прелазу између 18. и 19. века у енглеском се језику израз користи у политичком значењу очувања постојећег политичког поретка. У Француској је између 1818. и 1820. излазио лист La Conservateur, којег је уређивао романтичарски писац Франсоа Рене де Шатобријан, који је заступао идеју одбране старог поретка.

## Елементи конзервативизма
У свом огледу Конзервативизам као идеологија (1957) Самјуел Хантингтон тврди да конзервативизам није био уска идеологија оправдања аристократског отпора Француској револуцији. Едмунд Берк је истим конзервативним аргументима бранио не само феудалне француске институције, него такође трговачке енглеске и традиционалне индијске. Конзервативизам није ни аутономни систем општеважећих идеја као што су поредак, равнотежа и умереност, које свака интелигентна особа може прихватити. Он се у историји појављује само у време великих политичких превирања. За Хантингтона је конзервативизам систем идеја које служе за одбрану успостављених институција када су оне извргнуте темељном нападу. У нормалном стању ствари постоји скуп разборитих мисли, нпр. да постојеће институције представљају мудрост прошлих нараштаја, да су предрасуде, искуство и обичаји бољи водичи него разум, логика и апстракције, али имају слабо политичко вредновање. Међутим, кад се појави нешто попут Француске револуције, те мисли постају животне истине којима се може објаснити стање и повести масе људи. Кад су угрожени темељи друштва, конзервативна идеологија подсећа људе на нужност неких институција и пожељност постојања других. То објашњава понашање неких либерала који, суочени с нападима радикала слева на либерализам, развијају конзервативну одбрану властитих либералних институција. Берк је сам био виговски либерал. Иако Хантингтоново разматрање има више проблематичних тачака, оно ипак упозорава на битну осу конзервативне идеологије: идеја одбране постојећег поретка, ауторитета, постојећих институција, традиције, свега што би он назвао темељима друштва. Правник Шефко Куртовић навео је да је филозофија конзервативизма „мењати чувајући оно што још вреди“.

### Поредак
Идеја поретка кључна је за конзервативну мисао. Поредак се одржава традицијом, навиком покоравања. Рационализам, идеја о слободном уму, схваћен је као субверзивно учење које руши темеље сваке легалности. За конзервативце улога закона није одржавање слободе, него чување поретка. За њих је слобода увек удружена с редом и поретком. Берк је писао: „Једина слобода на коју мислим јесте слобода повезана с редом; слобода мора постојати заједно с редом и врлином, иначе је нема“. Модерни конзервативац Роберт Низбет закључио је: „Права слобода није утемељена на негативној психологији пуштања. Њени су корени у позитивним чинима посвећивања циљевима и вредностима. Слобода претпоставља аутономну егзистенцију вредности које човек жели слободно следити и према њима живети“. За конзервативце без права нема државе. Према конзервативном схватању закони обавезују, без обзира на сагласност, и не треба веровати у рационалност као основу појединачног и друштвеног живота. Позивајући се на безусловну ваљаност права, конзервативизам је природно развио идеју о суверености као извору права. Сувереност је неотуђиво и недељиво право доношења одлуке и онај то у држави има то право сматра се сувереном. Повезивањем легалности и суверености настаје конзервативна идеја обавезе - људи морају слушати суверену власт, јер се она не заснива на њиховој сагласности, већ на праву. Право се поштује безусловно, па није могуће послушност условљавати сагласношћу. Конзервативна мисао полази од става да прошле одлуке обавезују. Штавише, енглески су конзервативци тврдили да је „закон то бољи, што је старији“. Према конзервативним ауторима, власт не дели правду него следи право, а извор права је у моралним нормама, а оне не настају неким поступком рационалног одлучивања, већ спонтано.

### Ауторитет
За многе конзервативце, либерализам је тројански коњ тоталитаризма. Сталним рушењем традиционалних ауторитета он слаби друштвену структуру, охрабрује настанак масе и затирање индивидуалности те тиме утире пут тоталитарном господару. Притом конзервативци разликују моћ и ауторитет. Према Роберту Низбету, моћ је једноставно примена силе без пристанка, што се догађа и у диктатурама и у егалитаристичким демократијама. Ауторитет је, међутим, заснован на пристанку и обавези, он произлази из „циљева и функција које захтева одговор и даровитост“ људи. Ауторитет за конзервативце није тек нужно зло нити произлази из уговора слободних појединаца, него се развија природно, као део природног облика друштвеног живота који се не може променити никаквим изведеним творевинама. Родитељи имају ауторитет над децом без икаквог претходног уговора или споразума. Ауторитет се развија из природне нужности. Он је укорењен у природи друштва и у свим институцијама. За добро је друштво важно да постоји и развија се мноштво ауторитета који служе разним облицима живота. Свако треба вођство, подршку и сигурност, спознавши где му је место и шта се очекује од њега. Из истицања важности ауторитета произлази наглашавање улоге вођства и дисциплине.
За конзервативце је природна структура друштва хијерархијска. Социјалне су неједнакости неизбежна последица устројства друштва које се темељи на природним неједнакостима. Као што мозак, срце и плућа обављају различите функције унутар тела, различити сталежи и групе које чине друштво имају своје специфичне улоге. Држава је органски израз различитих група и корпорација у друштву; путем ње оне се желе изразити, а она настоји бити „агенција“ тих група. Конзервативци одбијају политизацију и увлачење масе у управљање државом. Грађани су као деца унутар породице - треба им вођење и дисциплина. Ваља их научити да буду свесни својих дужности и обвеза, а не само својих права. Ауторитет државе природно је нужан и спроводи се за добро грађана, али ће већина конзервативаца брзо реаговати против неоправдане употребе владиних овласти. Влада мора бити ограничена у том смислу да не може и не сме да покуша да промени људска бића. Политика треба бити ограничена на измиривање сукоба између група и појединаца, и не сме бити заокупљена морално исправним и погрешним. За модерног конзервативца Мајкла Оукшота, влада се не треба бавити тиме шта је морално исправно, а шта није, њен задатак није да прави људе добрима или чак бољима. Она није нужна због неке природне изопачености човечанства, него само због „сталне склоности људи према необичностима“.

### Људска несавршеност
Конзервативизам има песимистичан поглед на људску природу. За разлику од либерала, који појединца виде рационалним бићем способним за споразумевање с другима како би побољшали свој живот и иметак, за конзервативце су људи погрешива, ограничена, полурационална бића чије се понашање не може побољшати. Људи су морално несавршена бића, њихове су интелектуалне способности ограничене, а људски су послови одвише сложени. Конзервативци су стога увелико заокупљени особним карактером. За њих људи проводе своје животе борећи се с великим силама искушења, свакодневно се суочавајући с традиционалним пороцима - склоношћу задовољству, а не испуњавању дужности, погрешкама самољубља и самоопраштања и другима. Ти се пороци могу савладати само дисциплином, вером и институционалним ограничењима. Зато је за Берка прва претпоставка постојања друштва обуздавање људских нагона, ограничавање њихових склоности и потчињавање њихових страсти. Људска се бића могу учинити цивилизованим само ако се онемогући изражавање њихових насилних и антисоцијалних нагона. Конзервативци стога истичу улогу традиционалних институција - породице, цркве, владе, корпорација, школе - које имају задатак да развију у човеку осећај особне дисциплине, храбрости и мотивације, те да сузбију или ограниче погрешке које људи чине. Стога је конзервативни писац Питер Фирек дефинисао конзервативизам као „политичку секуларизацију учења о источном греху". Према његовом мишљењу, институције морају чинити оно што људи не могу: осигурати структуре које ће надоместити ограничења људске природе, али чувајући људски потенцијал за конструктивно деловање. Из основног увида у људску несавршеност и погрешивост произлази конзервативни приступ политици, супротстављен радикално реформистичким, револуционарним и тоталитарним покретима који су обележили историју од времена Француске револуције. За Ноела О'Саливана, конзервативизам је „филозофија несавршености, везана за идеју граница и усмерења према одбрани једног стила ограничене политике“. Берк се борио против „духа иновације“, пуког обожавања промене ради ње саме. Тај дух иновације посебно је смртоносан када се примењује на људске институције. За Оукшота је модерна историја Европе „затрпана пројектима рационалистичке политике“. Конзервативци своје идеје више темеље на искуству и стварности, избегавајући доктринарне шеме. За њих реформе и револуције често изазивају веће патње од дотадашњих. Не чинити ништа не може бити боље него чинити нешто и конзервативци ће увек настојати да осигурају да „лечење не буде горе од болести“.

### Традиција
Битна идеја конзервативизма јесте одбрана традиције, чување успостављених обичаја и институција. Управо зато што толико трају, институције треба чувати. Историја и није друго до стечено, преношено и институционализовано искуство нараштаја. Она се изражава постојаношћу структура, навикама и предрасудама које се преносе нараштајима. Садашњост није слободна за сваковрсну конструкцију, како тврде рационалистички конструктивисти. Темељ политичког живота јесте историјска заједница коју творе многи нараштаји људских бића, обликовани самосвесним традицијама својих нација и земаља. Та историјска традиција ствара услове живота савременика и они се не могу променити без великих штета. Едмунд Берк је то језгровито изрекао тврдњом да „прошлост мора стварати садашњост“. Он је описивао друштво као партнерство прошле, садашње и будуће генерације (између мртвих, живих и оних који ће се тек родити). За Берка „људи који не гледају напред, на потомство, никад не гледају ни назад, на своје претке“. Традиција је, како каже Гилберт Кит Честертон, „демократија мртвих“ у којој они чија је једина заслуга да тумарају по земљи морају поштовати допринос или гласове својих претходника. Традиција изражава скупљену мудрост прошлости која се чува у институцијама. Прави устав једног народа није комад папира, он живи у историји његових институција. Прогресивисти виде садашњост као почетак будућности, а за конзервативце она је последња тачка до које је доспела прошлост у свом непрекидном развоју. Ми не можемо знати где смо, а још мање камо идемо, док не знамо где смо били - то је стајалиште освештеног конзервативца. Конзервативци обожавају традицију и због тога што она појединцу даје осећај припадности и стабилности, обезбеђују људима идентитет и осећај укорењености. Промене су путовање у непознато, стварају неизвесност и несигурност.
Конзервативци признају традиционалне вредности као меродавне, и процењују данашњи свет по стандардима ових, традиционалних вредности. Стога многи конзервативци верују у Бога као ствараоца универзума и врхунског ауторитета.
Пошто конзервативци верују у Бога, као врхунског ауторитета, у њиховом систему вредности традиција је изнад тренутних политичких процеса. У том смислу, темељи и закони либералних демократија који одобравају понашања опречна традиционалним вредностима, доводе до неслагања и сталних сукоба између конзервативаца и либералних демократа. Конзервативци у демократији могу да учествују (партиципирају), не учествују (издвајају се) или да јој се опиру. У Европи, конзервативци углавном учествују у демократији и то кроз либералну републиканску политичку опцију, користећи политички систем да очувају или оснаже традиционалне вредности. То је, на пример, опција хришћанско-демократских партија у Европи.
Постоје и друге методе конзервативних реформи, и то кроз наметање традиционалних вредности јавности, на пример. Ово је честа метода у круговима националиста и религиозних конзервативаца. Може се појављивати у благим облицима, нпр. када конзервативни хришћани намећу вероисповест и обавезне молитве у јавним школама, а може имати и насилне облике, нпр. када исламски фундаменталисти намећу смртне казне за верске преступе и бласфемију. Наоружане конзервативце који узимају своју традицију као апсолутну и једину вредност за све можемо назвати и револуционарним конзервативцима. У Европи, режими Салазара и Франка представљају примере конзервативних клеронационалистичких режима.
Заједница Амиша је један од ретких модерних примера конзервативаца који се издвајају, не учествују у политичким и друштвеним процесима, већ покушавају изоловано да живе и одржавају своје традиционалне вредности.
Неке традиционалне вредности
Различити обрасци конзервативизма истичу различите вредности, али многе од њих се у суштини поклапају. На пример:
- Ред изнад хаоса
- Окренутост ка прошлости радије него ка будућности
- Рурално изнад урбаног
- Јединство и истоврсност, изнад различитости и фрагментације
- Природно изнад уметног и технологије
- Биће (постојање) изнад могућности
- Спори напредак изнад утопијских пројеката
- Хијерархија изнад једнакости (егалитаризам)
- Прихватање неједнакости изнад прерасподеле (у смислу материјалних добара)
- Суверенитет изнад уједињења (у односу према Европској унији или Југославији)

Ред (поредак)
Конзервативци углавном ограничавају иновативност због ненаклоњености ризику. Промене, по природи ствари, доносе ризик; он може да наруши или потпуно уруши нпр. друштвени поредак који је често једини гарант очувања конзервативних, традиционалних вредности. Одржавајући постојеће стање (статус кво) у најмању руку помаже очувању традиционалних вредности, па конзервативци фаворизују наслеђе испред иновативности, спори напредак испред утопијских пројеката и истоврсност испред различитости. Овакав однос можда најбоље описује Шекспирова фраза: „Обазривост је квалитетнији део смелости“.

### Органицизам
Конзервативизам је у основи антииндивидуалистички усмерен, те истиче групу уместо појединца. Истина, у савремености, посебно у САД, уз органицистички или традиционални конзервативизам, говори се о индивидуалистичком или либертаријанистичком конзервативизму, који се везује уз успон неоконзервативизма. Међутим, употреба израза индивидуалистички може се приписати специфичном значењу израза либерализам и конзервативизам у САД. У бити конзервативизам је органицистички. Појединац је део друштвених група којима припада, у које се укорењује; то су породица, пријатељи, посао или рад, месна заједница или чак нација. Те скупине дају појединчевом животу сигурност и значење. За конзервативце је породица темеља друштвена група и друштвена институција, производ природних друштвених побуда као што су љубав, брига и одговорност. Она свим члановима даје сигурност и о њима се брине, учи појединце вредностима дужности и нужности поштовања других. За конзервативце слобода не значи пуштање појединца на миру, него свесно прихваћање друштвених обавеза и обављање својих дужности. Друштвене групе обликују се природно, произлазе из природних нужности. Друштво постоји пре појединца, оно помаже да се обликују индивидуални карактер и особеност. Оно није нешто механичко, није машина чији су делови појединачно раздвојени и замењиви. Друштво је органска целина, састав група, а не пуки збир појединаца. Оно је жива ствар, организам, чији делови раде заједно као мозак, срце, плућа и јетра унутар људског организма. Друштво је органско у артикулисаности својих институција и узајамности односа својих функција, као и у својем нужном, непоништивом и кумулативном развоју кроз време. Сваки део тога органског друштва - породица, црква, влада - има посебну улогу у функционисању целине и одражава здравље друштва. Оно није машина, вештачки производ, него природна ствар која расте и развија се према својим побудама. Најопасније је дирати у природни ток ствари, нпр. увођењем контроле рађања, изазивањем природе вештачким изумима, улажењем у генетски ланац и начин на који природа успоставља равнотежу. Један погрешан корак у природном ланцу може покварити све, уништити напоре нараштаја. Жозеф де Местр, који је Француску упоређивао са старим храстом што шири своје гране и пружа хлад Европи, каже да се једно дрво може посећи за неколико сати, а потребне су стотине година да оно нарасте. Ако се посјече, то се више не може поправити. Слично је са свим вештачким и непромишљеним променама којима човек нарушава природу.

### Религија
Конзервативизам је међу великим политичким идеологијама јединствен по свом истицању Цркве и јудео-хришћанског морала. Сви разни конзервативци, а међу њима највише Бурке, били су згранути јакобинским ударима на Цркву у Француској. Конзервативизам истиче друштвену вредност религије. Религија је битан социјални цемент друштва. За Берка је она „човекова копча у овом иначе неразумљивом и зато непријатељском свету“. То је морална фабрика која опскрбљује друштво скупом заједничких вредности и уверења што су сваком друштву потребна да би га одржала на окупу. Низбет примећује да је за политички конзервативизам важан једино институционални аспект религије. Институционална црква има две битне вредности: она подстиче приписивање одређене светости виталним политичким институцијама и односима, и друго, црква има улогу моралног надзорника над државним властима и њиховим самовољним поступцима. Демохришћанске странке широм Европе отворено промовишу Хришћанске вредности, а италијански су демохришћани имали посебно блиске односе с Ватиканом. Англиканска црква често се описује као „Конзервативна странка на молитви“.

### Патриотизам
Љубав према властитој земљи важан је елемент сваке врсте конзервативизма. Патриотизам је истодобно природан и здрав нагон. Осећај привржености и љубави које имамо према својој породици треба проширити на нацију и земљу. Зато се плаћа порез и постоји спремност да се узме оружје ради одбране. Конзервативци везују вредност патриотизма с културом. Језик, симболи, искуства, су заједнички међу држављанима. Култура се преноси с генерације на генерацију и повезује се у националном памћењу. За конзервативце је човечанство скуп нација од којих свака тежи да одржа посебан карактер и јединственост, стварајући природну брану сумњичавости према намерама и понашању других нација. Конзервативци националну државу не сматрају само политичко-територијалном јединицом, него моралним поретком.

### Власништво
Конзервативно уздизање сигурности власништва произилази из његове везаности за легализам, традицију и ауторитет. Либерали сматрају власништвом важним за развој особе. Конзервативци ће томе додати да без сигурности власништва нико не може имати поуздана очекивања од будућности, поредак постаје несигуран те се повећава могућност анархије. Власништво је облик заштите, доноси сигурност у свету неизвесности, а власници су главни одржаваоци реда и законитости, јер су најзаинтересованији за одржавање поретка, за поштовање закона, ауторитета и друштвеног поретка. Конзервативци стога посебно поштују земљишно власништву. Према Берку, много је лакше сваком грађанину да развије смисао за важност поретка ако он путем своје имовине има део у друштву. А тај део никад нема тежину за свест и савест појединца ако није реч о власништву у облику земље или неке друге непокретне имовине. Јозеф Шумпетер доказивао је да је успех социјализма олакшан деловањем неких штетних сила против власништва. Тврдио је да капиталистички процес одузима живот самој идеји власништва тиме што обичним пакетом деоница замењује зидове и машине фабрике. Уз очување поретка, власништво је за конзервативце проширење индивидуалне особености. Људи се остварују кроз оно што имају. Уз то, власништво је израз континуитета друштва јер није настало током једног нараштаја. Задатак је садашње генерације да чува власништво за следеће генерације.

## Облици конзервативизма
Конзервативизам се изворно појављује као отпор модернизацији, као начин мишљења који истиче важност одређених духовних и материјалних интереса уништених или барем потиснутих настанком модерног грађанско-индивидуалистичког, индустријског и тржишно-конкуренцијског друштвеног стања те као супротност либерализму као идеологији напретка. Можемо говорити о три фазе или облика конзервативизма: ауторитарном или реакционарном конзервативизму, патерналистичком или умереном конзервативизму те либералном конзервативизму или неоконзервативизму.

### Ауторитарни конзервативизам
Реакционарни или ауторитарни конзервативизам појављује се крајем 18. и почетком 19. века као реакција на Француску револуцију, односно као супротност идеологији либерализма чије су идеје подстакле Амерички рат за независност и Француску револуцију. У време револуције, главни бранитељ аутократске владавине био је француски политичар и мислилац Жозеф де Местр. За њега је узор савршене владавине папина власт над Црквом. Де Местр се залагао за обнову апсолутне власти наследне монархије. Веровао је у предност неупитног прихватања традиционалног ауторитета, у органско друштво повезано „престолом и олтаром“. Његова је главна замисао била очување поретка који сам по себи може људима дати заштиту и сигурност. Револуција, па чак и реформа, може ослабити ланце који држе људе заједно и проузроковати пад у хаос и угњетавање. Током 19. века, европски су конзервативци били склони вредностима аутократске владавине. Она је била посебно укорењена у Русији, где је цар Николај I обзнанио крилатицу „православље, аутократија и нација“, насупрот вредностима које је подстакла Француска револуција - „слобода, једнакост и братство“. У Француској је ауторитарни конзервативизам успостављен у облику бонапартизма, који је спој ауторитаризма и обећања привредног напретка и друштвених реформи. Тиме је настала својеврсна плебисцитарна диктатура која је постала својствена за 20. век, а моделски јој је облик перонизам.
Конзервативна револуција, која се догађала у Немачкој 1920-их и 1930-их, обично се сврстава у засебан облик конзервативизма, јер поредак схвата на нов начин, не као статичну, него као динамичну и конфликтну цјелину. Али њезина је револуционарност била тек покушај прилагођавања револуцији за коју је сматрала да може разорити конзервативне вредности, па је зато, како је то јасно формулисао Артур Молер ван ден Брук, потребно ставити револуционарна средства или чак револуционарне постулате у функцију „спашавања живота Европе и Немачке“. Њена унутрашња идеолошка структура наставила се на традицију мајстеровског реакционарног конзервативизма, али је прилагођена новим приликама и циљевима. Настала као реакција на немачки пораз у Првом светском рату, она је обновила традиционалне конзервативне мотиве и вредности те им дала особито појачање - рат као извориште правог морала и праве заједнице, херојство као њезину бит, уздизање нације као чврсте заједнице другарске блискости која прожима све, те визија тоталне мобилизације као највишем циљу. То је резултирало новим поимањем ауторитета, који је појачао хијерархијски и свепрожимајући карактер дотадашње конзервативне замисли државног ауторитета. Конзервативна револуција нашла је у претку тоталног ауторитета јамство националне моћи и брану успону тоталног планског социјализма. Њени теоретичари, као што су Карл Шмит, Ернст Јингер и други, полазили су од уверења да је либерализам користио чврсто органско јединство националне заједнице и тиме поткопао темеље државне моћи. Социјализам је само довршио тај деструктивни пројект. Преузимајући од социјалиста револуционарну страст и мржњу према буржоаском свету и његовим институцијама, посебно парламентаризму, они су решење пронашли у тоталитарној држави, покрету и идеологији. Иако се не може поистоветити с националсоцијализмом, конзервативна револуција је омогућила његов продор, јер је створила духовну климу и упориште за његов успон, као и идеје којима се може оправдати националсоцијалистичка политика.

### Патерналистички конзервативизам
Патерналистички конзервативизам је облик конзервативизма који је превладавао у 19. и 20. веку, а ослонац налази у Берковој теореми да промене могу каткад бити толико природне или неизбежне да им се не смемо опирати. „Држава која нема начина да изведи неку промену, нема ни начина да се одржи“. Такав прагматичан приступ, који заговара да се битне конзервативне вредности могу заштитити само ако се поштују практичне околности или искуство, одбацује драматичне или радикалне промене, али је спреман прихватити разумно схватање „промене ради очувања“. Шефко Куртовић је указао како је филозофија патерналистичког конзервативизма „мењати чувајући оно што још вреди“.
Док је у првој половини 19. века политичким животом доминирало неслагање конзервативаца и либерала, од 1848. то се неслагање ублажавало пред надирућим социјализмом. Конзервативне снаге више не заступају тврди антилиберализам, него се либерално тржишно друштво поима као поредак који ваља бранити. У другој половини 19. века, конзервативци у Енглеској прихватају демократију као неизбежну реалност унутар концепције слоге рада и капитала. Британски државник Бенџамин Дизраели у својој је политичкој филозофији доказивао да је индустријализам изазвао, с једне стране, уништење устаљених стандарда понашања и распад старих хијерархијских односа у којима су владари добро знали за своје дужности према поданицима, те, с друге стране, растуће економске неједнакости које би могле поделити Британију у две нације - нацију богатих и нацију сиромашних - те изазвати револуцију. Дизраели заговара један тип конзервативне реформе која би спречавањем револуције била у дугорочном интересу богатих. Та се идеја исказала у његовој доктрини о „једној нацији“, која заједничким циљевима повезује аристократију и радништво насупрот разорном деловању модерног капитализма. За Дизраелија је лек за несрећу која је снашла друштво „искрени повратак систему који се може описати као лојалност и дубоко поштовање, као вођење бриге о народним правима и исказивању социјалних саосећања“. Он тврди да богатство и повластице подразумевају социјалне обавезе, посебно одговорност за сиромашне. Богати и моћни морају преузети барем социјалне одговорности, што је заправо цена повластице. Од земљопоседника се захтевала очинска одговорност за њихове сељаке, а од краља одговорност за нацију. Дисраели је романтизовао средњовековну слику односа владара и поданика. Бит социјалне реформе је да створи активну аристократију. Аристократија поново мора преузети улогу водства како би побољшала прилике обичних људи. Она у модерном добу мора обновити дух средњовјековних витезова, који нису били само добротвори слабих, већ су их и штитили. Аристократија мора преузети патерналистичку бригу за народ, јер „народ није јак, народ не може никада бити јак“. Дизраелијева „торијевска демократија“ и на његовом пројекту оживљена Конзервативна странка, показивали су стварну бригу за добробит обичног народа. Дизраели је као политичар заслужан што је 1867. прихваћен други реформски закон, којим је право гласа први пут проширено на радништво, те за социјалне реформе које су побољшале стамбене услове и хигијену. Његове идеје и политика снажно су деловали на развој конзервативизма и допринеле реформистичкој традицији која се позивала и на прагматичне истинске конзервативце и на њихов осећај друштвене дужности.
Другачији пример патерналистичког конзервативизма заживео је у Немачкој у време Ота фон Бизмарка. Суочен с успоном социјалдемократије, Бизмарк је посегнуо за комбинацијом државне репресије и социјалне реформе. Социјалдемократска странка је забрањена, а њезине вође прогоњене, али се државним мерама настојало да се сиромашни вежи за поредак. У 1880-има, Немачка је створила праву, истина ограничену, социјалну државу. Уведен је систем здравственог осигурања, накнада за време болести и старосне пензије. Иако је тај облик патерналистичког конзервативизма имао због специфичне немачке традиције снажна ауторитарна обележја, он се могао прилагодити демократским институцијама. На тај се конзервативизам касније наслонила идеја и политика демохришћанства.
Патерналистички конзервативизам представио се као достојан противник растућем социјализму. Остајући веран битним идејама конзервативне традиције - ауторитету државе, религијским и породичним вредностима, социјалној дистанци - он је нудио склад интереса заснован на узајамној љубави, поштовању и покорности једних и вођству и бризи других. Прихвативши тај облик конзервативизма као своје идеолошко-програмско упориште, конзервативне странке стекле су репутацију умерених, реформистичких и народно оријентисаних управљача државом.

### Либерални конзервативизам
Бурке је битно допринео спајању конзервативних вредности с идеологијом слободног тржишта те је тиме утемељио традицију либералног конзервативизма који се данас појављује у облику неоконзервативизма. Либерални конзервативци полазе од идеје да либерална економија утемељена на индивидуалној слободи стицања и располагања може бити у складу с традиционалном конзервативном социјалном филозофијом која се темељи на вредностима као што су ауторитет и дужност. За Берка је слободно тржиште било делотворно и поштено, те истодобно природно и нужно. Оно је природно, јер изражава жудњу за богатством која је део људске природе. Та је идеја све до половине 20. века била неважни део конзервативне традиције и политике, којима је доминирала патерналистичка парадигма. Али је током 1960-их идеје конзервативних либерала Фридриха Хајека и Милтона Фридмана снажно продиру међу конзервативце, те путем политике тачеризма и реганизма доминирају конзервативизмом крајем 20. века. Либерални конзервативац није спреман начело индивидуалне слободе проширити из економске сфере на друга подручја живота. За њега је слобода понајпре економска слобода, слобода предузетништва, слобода избора. Он задржава традиционално конзервативно гледање на људску природу као несавршену, те је јака држава потребна да одржи јавни поредак и осигура поштовање ауторитета. Док либерали верују да тржишна економија чува индивидуалну слободу и слободу избора, конзервативци су више привучени тржиштем као инструментом социјалне дисциплине. Тржиште може претњом незапослености одвратити раднике од борбе за стално веће наднице. Зато је оно инструмент одржања социјалне стабилности, који делује упоредо с многим директнијим инструментима присиле као што су полиција и судови. Слободно тржиште и јака држава су формула тачеризма.
Истраживач савременог конзервативизма Питер Штајнфелс на америчком примеру резимира битне идеје неоконзервативне анализе. Прво, неоконзервативци сматрају да је криза ауторитета захватила Сједињене Државе и Запад. Владајуће институције лишене су легитимности те је поткопано поверење у водеће елите. Угрожени су друштвена стабилност и наслеђе либералне цивилизације. Друго, текућа је криза понајприје културна криза, питање вредности, морала и понашања. Нису проблем друштвено-привредне структуре него су наша уверења постала слабија, наш морал је попустио те је искварено наше понашање. Треће, влада је жртва „преоптерећености“. Настојећи да учини што више, природно је доживела неуспех и због тога поткопала свој ауторитет. Четврто, суочен с кризом, неоконзервативизам устраје на томе да се власт поновно потврди, а влада заштити. Одговорност за неуспех владиних програма треба проширити и тиме смањити могућност критике и поткопавања ауторитета владе, затим треба смањити очекивања становништва те дискредитирати критичаре као идеолошке непријатеље повезане с екстремизмом (модернизам се повезује с нихилизмом, критика поступака америчке владе с антиамериканизмом, програми помоћи сиромашнима с пљачкањем, критика трошкова за наоружавање с утицајем комунизма, борба за права жена или хомосексуалаца с разарањем породице и сл.). Пето, непоуздани међународни поредак захтева стабилно, јединствено друштво на земљи. Наглашавањем опасности од комунизма и нелибералних стајалишта Трећег света постиже се потребна национална оданост и дисциплина.
Главни смер неоконзервативне критике либералне државе благостања јесте анализа преоптерећености. Неоконзервативци полазе од тога да је демократски састав највише допринео постављању претераних захтева држави. Дошло је до „превеликог ширења“ захтева за партиципацијом, што се очитује у претераном политизовању тема и конфликата. Криза управљања настаје зато што расте јаз између опсега захтева и државне способности управљања, због чега се губи поверење у систем. Решења се траже у смањењу опсега права која јамчи држава, чије одржавање везује руке државној власти. Стратегија растерећења државе усмерена је у два основна правца: први је технократски - ослобођење одлучивања од политичке контроле и препуштање стручњацима, а други је тржишни - препуштање многих функција природним механизмима и одбацивање дистрибутивне праведности.
Нова десница блиска је неоконзервативизму. Она комбинује напад на интервенционистичку државу с моћном поновном обновом традиционалних вредности које се односе на породицу, улогу жене, побачај, хомосексуалност и друга друштвена питања. Она почиње неолибералним циклусом, али га продужује у потпуно неегалитарноме и етатистичком смеру, у којему се моралистичким заносом сиромашни уверавају да социјална помоћ обнавља сиромаштво те да су неједнакости природне и од Бога дане. С тим је схватањем тесно повезан нови морализам, ксенофобија и ауторитарни национализам. У Уједињеном Краљевству, Маргарет Тачер је позивала на повратак викторијанским вредностима, а у САД је „морална већина“ водила кампању за повратком породичним вредностима. Посебно је у САД она повезана с оживљавањем привржености религији. Кампање против побачаја и  покрети успостављају критерије морално доброга и лошега. Док је за либерале морални плурализам здрав, јер подстиче на различитост и рационалну расправу, за неоконзервативце и нове десничаре он је врло опасан, јер подрива кохезију друштва. Отворено друштво је друштво у којем недостају било какви уједињујући морални стандарди. Модерни конзервативац Даниел Бел тврди да је либерализам у сфери породично, сексуалног и генерално моралног живота погубан за опстанак друштва. Морални релативизам, који се темељи на уверењу о подједнакој аутентичности различитих вредносних стандарда, води крајњем индивидуализму, изолованости и неповезаности појединаца. Ако влада морални релативизам, а појединци раде оно што им се свиђа, немогуће је успоставити цивилизоване стандарде понашања. Симптоме тога неоконзервативци откривају у америчком друштву од краја 1960-их: опште му је обележје слом ауторитета у породици и друштву. Зато се они заузимају за оштре мере ради побољшања стања: строже кажњавање преступника и увођење или одржање смртне казне, за окрутније извршење смртне казне, повећање овлашћења полиције, али и њихово јасније дефинисање. Тако се позивања на иницијативу и предузетништво у друштву уједињују с потребом за јаком државом и дисциплином. Маргарет Тачер је рударске вође 1984—1985. третирала као унутрашње непријатеље од којих се нација мора заштитити. Истовремено неоконзервативци упозоравају на јачање спољног непријатеља. Роналд Реган је Совјетски Савез назвао царством зла, а неоконзервативци су бранитељи различитих репресивних и ауторитарних режима као бране од комунизма. Њихова је формула једноставна: слободно тржиште и јака држава. Неоконзервативци су често неолиберали који полазе од тога да верност либералним вредностима разумева свест да сам либерализам није довољан. Зато је неоконзервативизам мешавина идеја и тема која обухвата либералне и конзервативне традиције.

## Класификација конзервативизма

### Културни конзервативизам
Културни конзервативизам покушава да сачува примљено наслеђе успешне нације или културе. У овом случају, под културом подразумевамо нпр. велику Западну или кинеску културу али и нпр. малу тибетанску.
Културни конзервативци залажу се за усвајање норми које су настале у прошлости. Ове норме могу бити романтичне: покрет против конвенције о метру, захтев да се задрже старе британске трговачке мере за тежину и дужину (унца и инч). Норме могу бити институционалне: на Западу ово подразумева витешке редове, институције како феудализма тако и капитализма, или нпр. залагање за институцију владавине права. На Истоку, примери су систем државног испита у Кини или културне толеранције у Индији. Норме могу бити и моралне, сходно друштвеном конзервативизму. На пример, у неким културама се хомосексуалност, побачај, или жене које показују своја лица и удове јавности сматрају неморалним, и конзервативци у тим друштвима често подржавају законске забране упражњавања ових особености. Морални конзервативизам има и своје позитивистичке облике, на примеру подршке законима који обавезују богате да доприносе сиротињи милосрдним даровима. Доброчинство и љубав према ближњима сматрају се моралним у већини култура.

### Религиозни конзервативизам
Религиозни конзервативци трагају за потврдом сазнања из традиционалних извора. Ако религију дефинишемо као веру у натприродне, божанске моћи онда је тај појам супротстављен појму „света“, иако религија извире из света. Стога су вредности религијског конзервативизма у неку руку спољашње у односу на постојеће друштво. Религиозни конзервативизам ставља у први план свету организацију цркве и труди се да пренесе специјална учења, настала пре много година.
Из овог разлога, религиозни конзервативизам на другачији начин поима и схвата традицију од других облика конзервативизма. Традиција се, у религиозном контексту, не позива на историјске друштвене чињенице, и у већини случајева не може да се развија зато што потиче од непроменљивог божанског дела. Ово не значи да се црквена традиција не прилагођава историји, али значи да су те промене најчешће дотеривање, уместо дисконтинуитета. Свети Павле илуструје ово у својој посланици Коринћанима (Нови завет): „Од Бога сам примио оно што вам преносим“. Латинска фраза traditio се у овом случају односи на преношење.
Док се друге врсте конзервативаца могу либити интервенција владе, чак и у случајевима када су те интервенције у сврху подршке традиционалним вредностима, религиозни конзервативци најчешће подржавају такве акције и често делују у спрези са властима. Најочитији пример је подршка мерама против побачаја од стране секуларних, хришћанских, јеврејских, муслиманских конзервативаца.
Конзервативне владе, под утицајем религиозних конзервативаца, често покрећу кампање за повратак традиционалних вредности. Један од примера је кампања „Повратак коренима“ коју је покренула британска влада за време премијера Џона Мејџора. Сличне акције можемо уочити и у владавини председника САД Џорџа Буша млађег. Најуочљивије, Папа Јован Павле II се залагао за увођење референце Бога у текст Устава Европске уније, али је ова иницијатива прегласана тесном већином.
Радикални исламски покрети су пример када религиозни конзервативизам тежи да сруши постојећи друштвени поредак и уместо њега стави на снагу сопствене традиције, вредности, поглед на свет и начин живота.

### Англосаксонски, Берков конзервативизам
Класична конзервативна традиција у англосаксонским земљама углавном узима Едмунда Берка као интелектуалног извора, и инсистира на томе да конзервативизам нема идеологију у смислу утопијско-реформског програма или плана. Едмунд Берк развио је своје идеје као реакцију на идеје ере Просветитељства или Доба разума, покрета који је настао у XVIII веку, а који се залагао да разум треба да преиспита све општеприхваћене идеје и институције тадашњег друштва. Берк је опонирао идејама просветитељства и залагао се за традиционалне вредности.
Неки људи, сматрао је Берк, имају више разума него остали, стога ће појединци који се ослањају на разум а не на друштво, произвести лошије, неадекватне Владе. Према Берку, права формулација власти не може доћи из апстракције „разума“, већ из дугогодишње традиције развоја државе и других њених институција, пре свих породице и Цркве.
„Бојимо се да дозволимо човеку да живи и размењује производе свог личног разума, зато што сматрамо да су производи индивидуалног разума мали, и да би било боље када би се индивидуалци ставили на располагање општим вредностима нација и цивилизације. Многи мислиоци и шпекуланти, уместо да распрше предрасуде, користе своју оштроумност са циљем да открију латентне мудрости које преовладавају у њима. Уколико наиђу на оно што су тражили, а ретко оману, они сматрају да је мудрије наставити са предрасудама, са уплетеним разумом, него да распрше облак предрасуда, и оставе ништа друго до разум; зато што предрасуде заједно са разумом, имају мотив да побуде кретање разума у стање који ће му дати постојаност.“
Берк је расуђивао да традиција има много дубље темеље него „разум“. Конзервативна парадигма коју је поставио наглашава јаловост покушаја да се људско друштво утемељи на чистим апстракцијама (попут „разума“, „једнакости“, или, данас популарнијој „различитости"), те на неизбежној понизности према несазнајном. Традиција извире из мудрости многих генерација и историјских искушења, док „разум“ често може бити само маска за приоритета једном човека и он најбоље представља неиспитане мудрости једне генерације.
Према Берку, покушај мењања сложене мреже људских односа који чини једно друштво, а у име неке доктрине носи превише ризика и може довести до непланираних и нежељених исхода. Берк заступа опрез и будност испред моралних ризика. По Берковом конзервативизму, људско друштво је укорењено и има особине органског; покушај да се сече или преобликује друштво може произвести несагледиву катастрофу.

### Специфичности конзервативизма у Србији
Носилац и главна потпора конзервативизма у Србији је Српска православна црква. Једна од одлика и специфичности православља, у односу на друге хришћанске цркве је управо национална саборност и аутокефалност националних патријаршија. Из овог разлога, националне традиције у православљу су донекле више заступљене него што је то пракса у другим хришћанским црквама. Такође, Српска православна црква била је једина институција националне културе готово од самог настанка, па све до 19. века.
Из ових разлога, у Србији се не може истаћи очита разлика између културног и религиозног конзервативизма, те је културни конзервативизам у тесној спрези са религиозним.

## Врсте конзервативизма
- Културни конзервативизам
- Друштвени конзервативизам
- Национални конзервативизам
- Либерални конзервативизам